# Debout pour danser
Singles de Collectif Métissé
Collectif Métissé L'été toute l'année
Debout pour danser est une chanson française du groupe Collectif Métissé. Le single s'est classé numéro un en France.

## Liste des pistes
Promo - CD-Single 
1. Debout pour danser - 3:18

## Classement et succession

### Classement par pays
| Classement (2010) | Meilleure position |
| ----------------- | ------------------ |
| France (SNEP)     | 1                  |
| France (Club 40)  | 1                  |